# Kevina jama
Kevina jama je krška jama u blizini sela Radošića u općini Lećevica u Dalmatinskoj zagori, na oko 30 km od Splita. Nalazi se nedaleko od ceste Split – Kaštel Stari – Drniš, neposredno uz raskrižje za selo Radošić. Poznata je po tome što su tijekom Drugoga svjetskog rata partizani ubijali i u nju bacali osobe pod optužbama  za suradnju s neprijateljem, a prema nekim navodima i političke protivnike, fašiste te navodno veći broj pripadnika četničkog pokreta.

## Speleološka obilježja
Profesor na Velikoj realci u Splitu, Umberto Girometta, istraživao je brojne špilje i jame na području srednje Dalmacije. U Glasniku Geografskog društva u Beogradu 1923. o Kevinoj jami piše sljedeće:
»Ljevkasti otvor vodi u vertikalnu i 35 metara duboku cijev. U toj dubini prelazi ona u veliku hemisferičku pećinu. U sredini podanka, baš točno pod otvorom cijevi, diže se čunj visok 10 m., a sastavljen od crvenice, kamenja s površja i materijala s cijevnih strana. Ovdje se ondje opažaju po tlu pećinskog dijela ogromni blokovi štropoštani sa svoda, a diže se i po koji cunj crvnice, kojemu odgovara škrip na štropu. Rubovi jemisferične šupljine su duboko podrovani. Tu ima obilno špiljskog gliba. Dubina jame je 60 metara.«

## Povijest i kontroverze

### Zločini tijekom i nakon Drugog svjetskog rata
Jama je postala poznata kao stratište na kojem su partizani tijekom Drugog svjetskog rata i neposredno nakon njega vršili likvidacije. Žrtve su bile osobe optužene za suradnju s okupatorom, politički protivnici te zarobljeni pripadnici protivničkih vojnih postrojbi. Točan broj žrtava do danas nije utvrđen. 
Sudeći prema dostupnim izvorima, u Kevinoj jami su vjerojatno završile žrtve s različitih strana sukoba, uključujući suradnike okupatora, stvarne i navodne političke protivnike te zarobljene pripadnike četničkih postrojbi. Zbog svojih karakteristika, moguće je da je jama služila za slične svrhe i prije Drugog svjetskog rata, no puna istina o broju i identitetu žrtava moći će se utvrditi tek nakon sustavne ekshumacije. Pritom je važno uzeti u obzir povijesni kontekst u kojem su partizanske jedinice na okupiranom teritoriju djelovale u ilegali, bez mogućnosti uspostave formalnog sudskog procesa. U takvim okolnostima, likvidacija se smatrala jedinim načinom obračuna s doušnicima i suradnicima okupatora koji su predstavljali izravnu prijetnju partizanskom pokretu otpora.

### Svjedočanstvo Filomene Ratković i reakcije
U javnosti je 2015. godine objavljen zapis Filomene Filke Ratković u kojem ona svjedoči o smrti svojeg oca Vladimira Stude i veće skupine civila iz Kaštel Novog. Prema njenom svjedočanstvu, njih su u rujnu 1943. ubili lokalni partizani pod optužbom za suradnju s talijanskim okupatorom.
Na ove navode u kolovozu 2015. godine reagirala je Udruga antifašističkih boraca i antifašista (UABA) grada Kaštela, koja u svom glasilu osporava dijelove svjedočanstva. UABA tvrdi da je Vladimir Stude, otac Filomene Ratković, bio suradnik talijanskih fašista te da su doušnici iz njegovog kruga odgovorni za odavanje lokacija koje su dovele do stradanja antifašističkih aktivista i boraca. Kao primjere navode vješanje sedam skojevaca duž (stare) Kaštelanske ceste te talijansku zasjedu u kaštelanskom polju u kojoj su ubijeni partizani Vlade Šimera, Ante i Duje Klišmanić, Mijo Božić i drugi. Udruga također demantira masovno bacanje u jamu zarobljenih talijanskih vojnika nakon kapitulacije Italije 1943. godine, ističući da je većina puštena ili se pridružila partizanima kad je u Splitu formiran partizanski bataljun Giuseppe Garibaldi. Naglašavaju da su u jami, uz suradnike okupatora i talijanske fašiste završili i pripadnici četničkog pokreta iz Kaštela, kao i veći broj četnika zarobljenih nakon oslobođenja Knina.

### Mjesto sjećanja
Nakon raspada SFR Jugoslavije, rodbina žrtava obilježila je jamu spomen-pločom i križem. Mjesto je s vremenom postalo središnje mjesto komemoracije za žrtve komunističkog režima u Srednjoj Dalmaciji. Dana 22. kolovoza 2015. godine, na Europski dan sjećanja na žrtve svih totalitarnih i autoritarnih režima, kod jame je održana županijska komemoracija na kojoj je govor održao i tadašnji župan splitsko-dalmatinski Luka Brčić.

## Istraživanja i ekshumacije
U veljači 2017. godine na jami je provedeno probno sondiranje, očišćena je od minsko-eksplozivnih sredstava te je potvrđeno postojanje posmrtnih ostataka. Ministarstvo hrvatskih branitelja najavilo je planove za ekshumaciju kada se za to steknu tehnički uvjeti.

## Vanjske poveznice
- "Kevina jama puna žrtava komunizma" Ivan Ugrin kod: "Portal Grada Kaštela", 7. kolovoza 2006.
- Speleološka ekspedicija u Kevinu Jamu, 2021. na YouTubeu
- Isječak iz dokumentarnog filma 'Kevina Jama - La foiba grande' na YouTubeu
- Komemoracija kod Kevine jame, 21. svibnja 2025. na YouTubeu